# Premier League Malti 1977-1978
L'edizione 1977-1978 della Premier League maltese è stata la sessantatreesima edizione della massima serie del campionato maltese di calcio. Il titolo è stato vinto dal Valletta.

## Classifica
|    | Classifica         | G  | V  | N | P  | GF | GS | Dif | Pt |
| -- | ------------------ | -- | -- | - | -- | -- | -- | --- | -- |
| 1  | Valletta           | 18 | 12 | 4 | 2  | 44 | 6  | +38 | 28 |
| 2  | Hibernians         | 18 | 11 | 4 | 3  | 39 | 14 | +25 | 26 |
| 3  | Sliema Wanderers   | 18 | 8  | 8 | 2  | 28 | 14 | +14 | 24 |
| 4  | Floriana           | 18 | 9  | 6 | 3  | 34 | 13 | +21 | 23 |
| 5  | Ħamrun Spartans    | 18 | 7  | 7 | 4  | 27 | 13 | +14 | 22 |
| 6  | Msida Saint-Joseph | 18 | 5  | 7 | 6  | 19 | 34 | -15 | 17 |
| 7  | Marsa              | 18 | 5  | 5 | 8  | 20 | 27 | -7  | 15 |
| 8  | St. George's       | 18 | 3  | 7 | 8  | 17 | 31 | -14 | 13 |
| 9  | Birkirkara         | 18 | 3  | 2 | 13 | 11 | 38 | -27 | 8  |
| 10 | Vittoriosa Stars   | 18 | 1  | 2 | 15 | 9  | 58 | -49 | 4  |

## Verdetti finali
- Valletta Campione di Malta 1977-1978
- Birkirkara e Vittoriosa Stars retrocesse.